# Casa de Wurtemberg

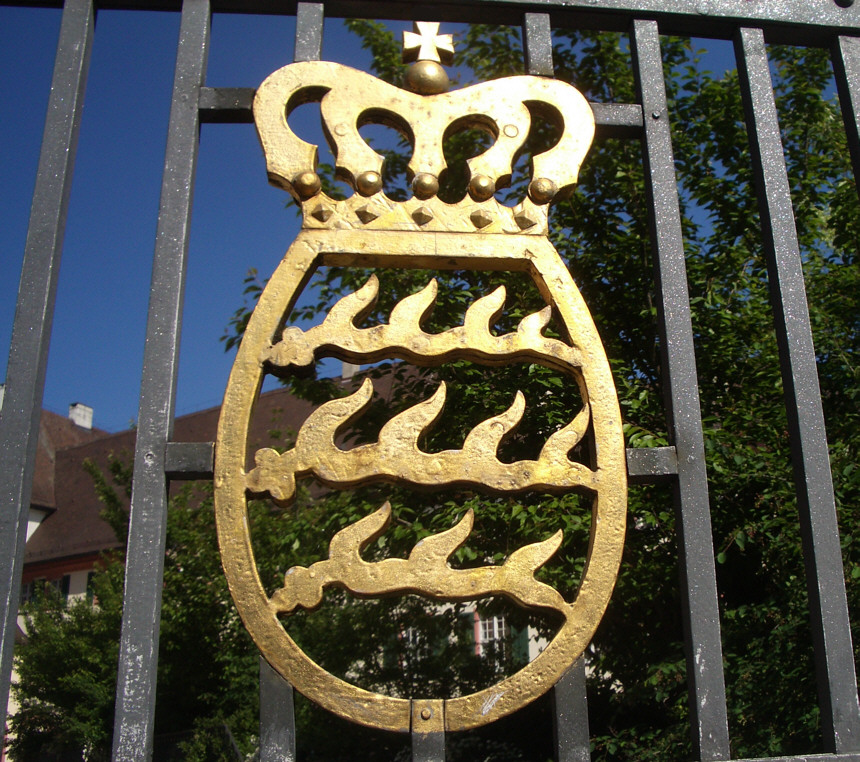
Armas de la Casa de Wurtemberg forjadas en el portal del parque del palacio de Altshausen.

La Casa de Wurtemberg (que dio su nombre al condado de Wurtemberg, y luego al ducado de Wurtemberg y al reino de Wurtemberg, y por consecuencia al estado de Baden-Wurtemberg) según investigaciones recientes tiene su origen en el entorno de la Casa Imperial Salia. El origen luxemburgués, largamente supuesto, es bastante improbable.

## Historia
Alrededor de 1080 Conrado I de Wurtemberg, probablemente descendiente de Conrado de Carintia (Dinastía salia), se instaló en la región de Stuttgart al convertirse en heredero de la casa Beutelsbach y construyó el castillo de Wirtemberg. Hacia 1143 los Wurtemberg obtuvieron el título de condes. Su dominio, que originalmente incluía el territorio que rodeaba el castillo, creció en forma sostenida, sobre todo mediante la compra de propiedades de familias empobrecidas, como las de Tubinga.
Con motivo de la Dieta de Worms, el por entonces conde Eberardo V fue gratificado por el emperador Maximiliano I del Sacro Imperio Romano con el título de duque en 1495. De 1534 a 1537 el duque Ulrico introdujo la Reforma y convirtió a su ducado en un territorio protestante importante, en el que él era el jefe de la Iglesia.
Cuando se extinguió la rama masculina protestante en el siglo XVIII, otra línea la sucede con el duque Carlos Alejandro, un soberano católico. Los duques católicos entonces deben ceder el mando de la Iglesia a las familias más importantes de Wurtemberg. No es hasta el ascenso del duque Federico III en 1797 que un príncipe protestante regresa al gobierno.

### Reino de Wurtemberg

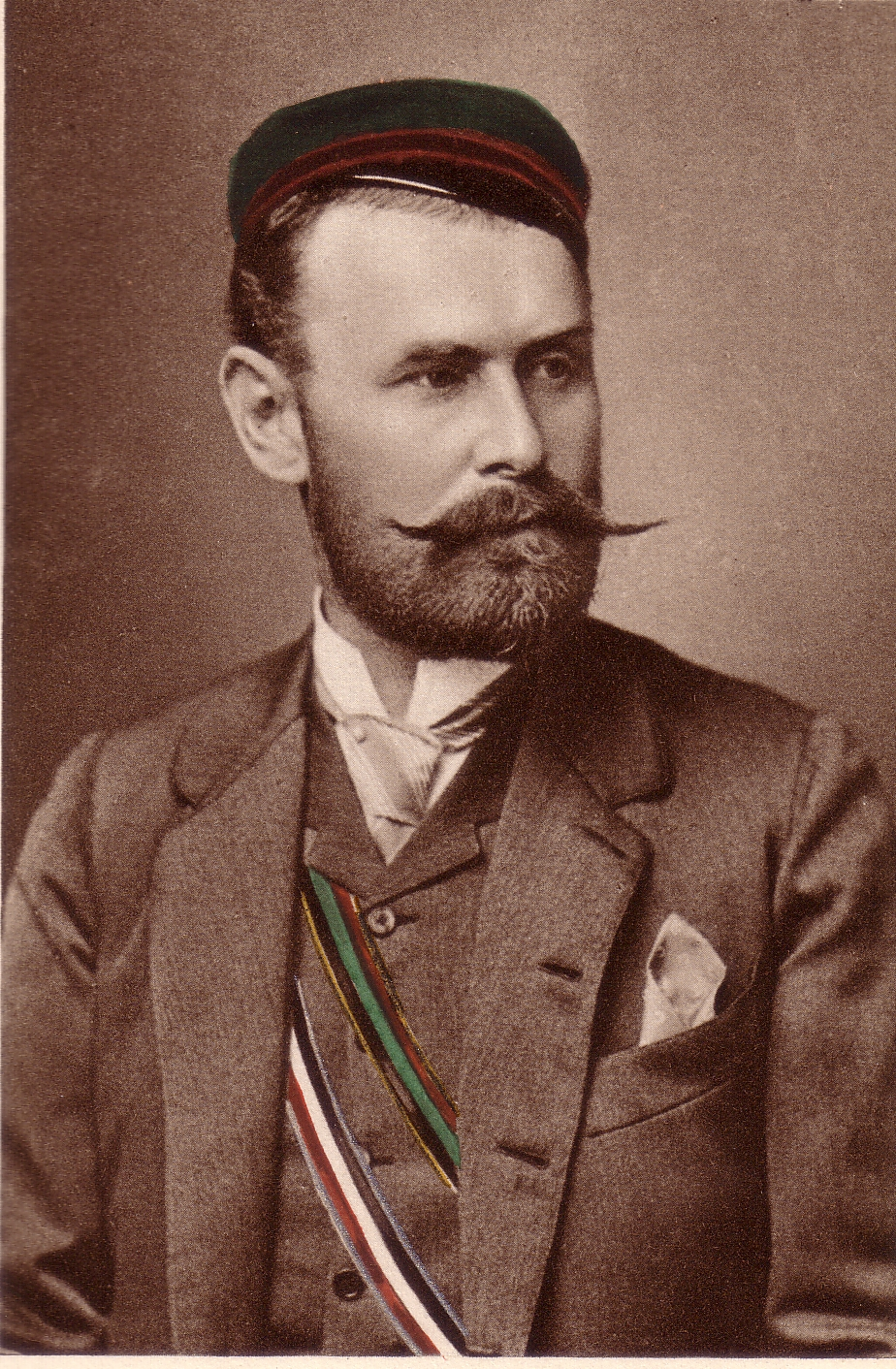
Guillermo II (1848-1921), último rey de Wurtemberg.

En mayo de 1803, las reformas políticas de Napoleón Bonaparte convierten a Federico, por entonces su aliado, en príncipe elector recibiendo los señoríos seculares y mediatizados que le permiten expandir considerablemente su país. El 1 de enero de 1806, Federico recibe el título de rey y con ello nuevos territorios, y en 1807, para estrechar aún más su alianza con el Imperio francés, celebra el matrimonio de su hija la princesa Catalina de Wurtemberg (1783-1835) con Jerónimo Bonaparte, hermano del Gran Corso.
En 1828 el rey Guillermo I de Wurtemberg promulgó una nueva norma de sucesión y fijó los derechos y deberes de la familia soberana. La primogenitura masculina era establecida junto a la exigencia de los matrimonios con familias de igual dignidad.

### Abdicación
Cuando se abolió la monarquía en Alemania al final de la Primera Guerra Mundial, el rey Guillermo II de Wurtemberg fue el último monarca alemán en renunciar al trono; en noviembre de 1918 asume el título de Duque de Wurtemberg y en 1919 entrega el palacio de Altshausen, cerca de Ravensburg, a su presunto heredero, el duque Alberto, para que lo habitara. Después de su muerte en octubre de 1921, su fortuna y pretensiones —todas teóricas— al trono pasan al otro linaje, convertido al catolicismo en el siglo XIX.

## Líneas de la Casa de Wurtemberg
Todas las líneas descienden de Federico II Eugenio de Wurtemberg (1732-1797):
1. La línea mayor, descendiente de Federico I. Se extinguió con el rey Guillermo II en 1921.
2. La segunda línea descendiente del duque Eugenio Federico de Wurtemberg (1758-1822). Se extinguió con Nicolás de Wurtemberg en 1903.
3. La tercera línea, la rama católica, desciende de Alejandro Federico de Wurtemberg (1771-1833). El jefe de la familia, Guillermo, duque de Wurtemberg, pertenece a ella.

También existen dos ramas morganáticas de la familia sin derechos sucesorios:
1. La primera es la rama de los duques de Teck, descendiente del duque Luis de Wurtemberg (1756-1817). Se extinguió con Jorge Cambridge, 2.º marqués de Cambridge en 1981. No se consideró dinástica por el matrimonio morganático del duque Alejandro de Wurtemberg con la condesa Claudia Rhédey.
2. La segunda es la de los duques de Urach, desciende de Guillermo Federico de Wurtemberg (1761-1830). Esta rama aún existe, pero como la rama Teck, no se considera dinástica por el matrimonio morganático del duque Guillermo Federico con la baronesa Guillermina de Tunderfeld-Rhodis en 1800. El primer duque, sin embargo, fue creado su "Alteza Serenísima" en la década de 1860. El actual jefe de esta rama es el duque Guillermo Alberto de Urach. En esta rama la familia de Grimaldi, reinante en Mónaco tiene parentesco por el matrimonio de la princesa Florestina de Mónaco con el duque de Urach.

A través de los matrimonios de sus miembros femeninos, los Wurtemberg están emparentados con numerosas familias reales de Europa.

## Actualidad
El actual pretendiente al trono y jefe de la Casa de Wurtemberg es Guillermo, nieto de Carlos, duque de Wurtemberg (1936), fallecido en 2022, descendientes de la quinta rama de la familia. Carlos estuvo casado con la princesa Diana de Orleans. El agnado mayor, pero morganático de la casa de Wurtemberg (cuarta línea) es Carlos Anselmo, duque de Urach (1955), quién no tiene derechos dinásticos por provenir de un matrimonio contrario a las leyes de la casa.

## Galería de imágenes

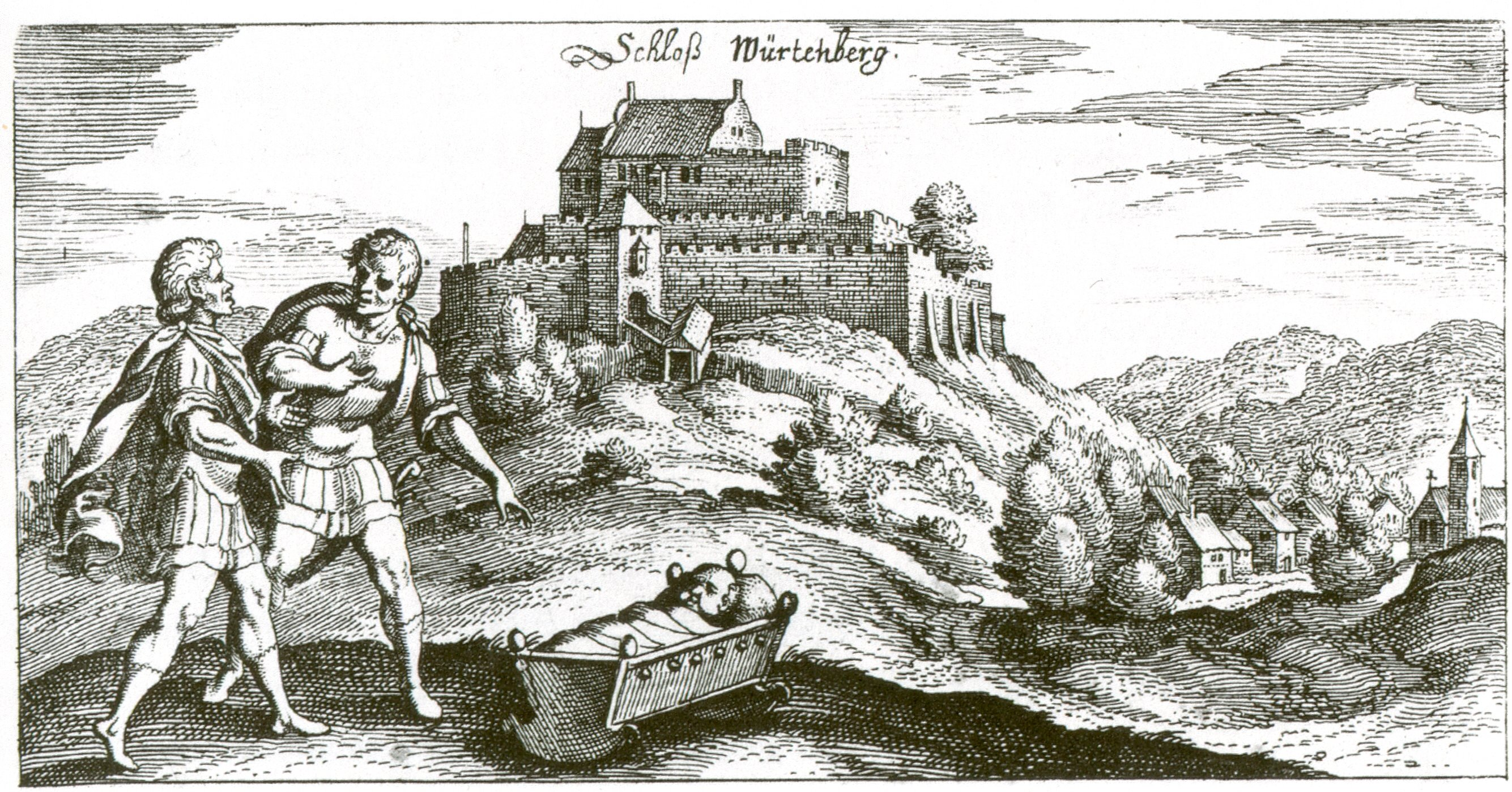
Castillo de Wirtemberg, castillo ancestral de la familia Wurtemberg
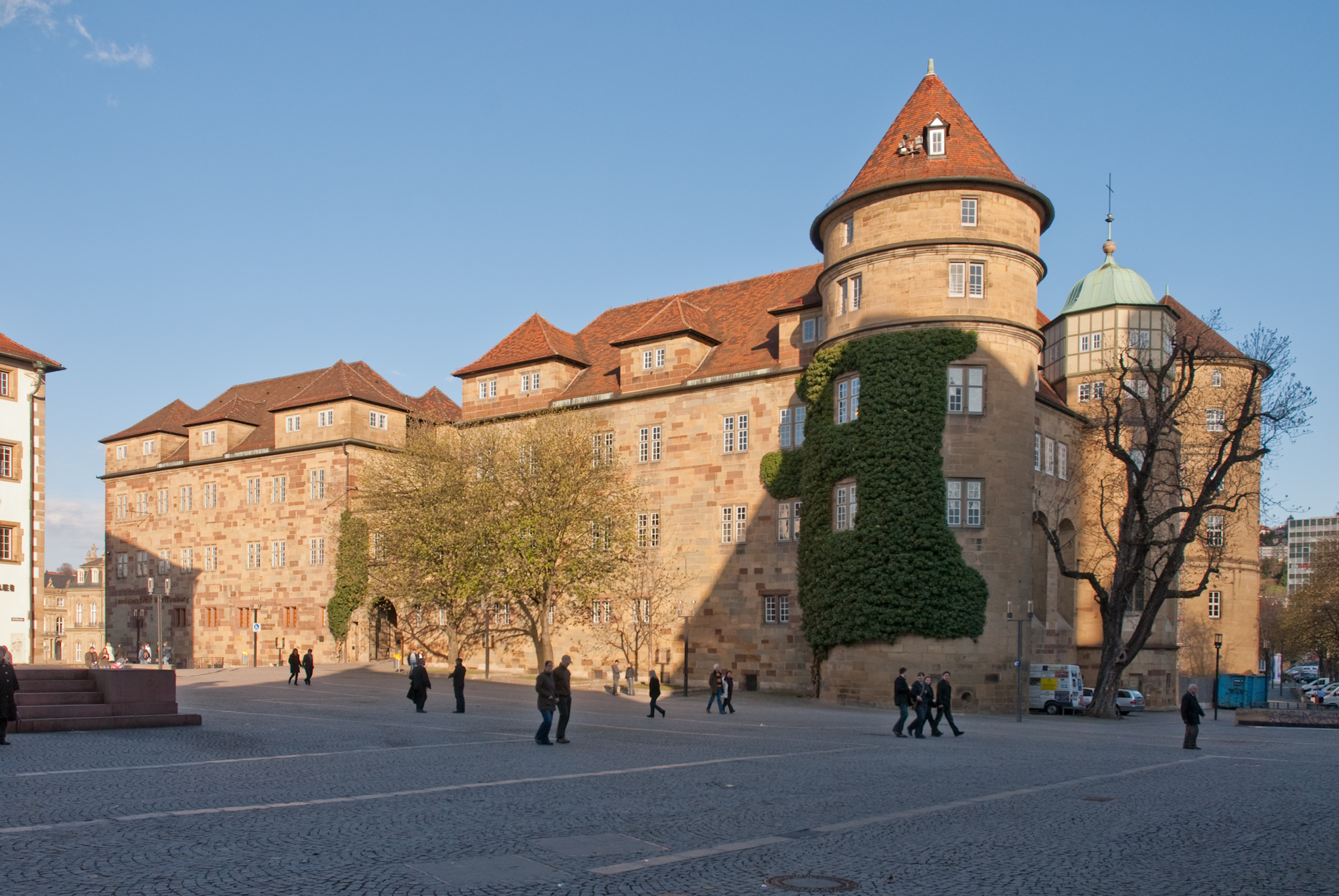
Castillo Antiguo de Stuttgart, residencia de los condes desde el gobierno de Everardo I (muerto en 1325). El aspecto actual ha sido muy modificado, con la supresión de los fosos y el estilo renacentista.
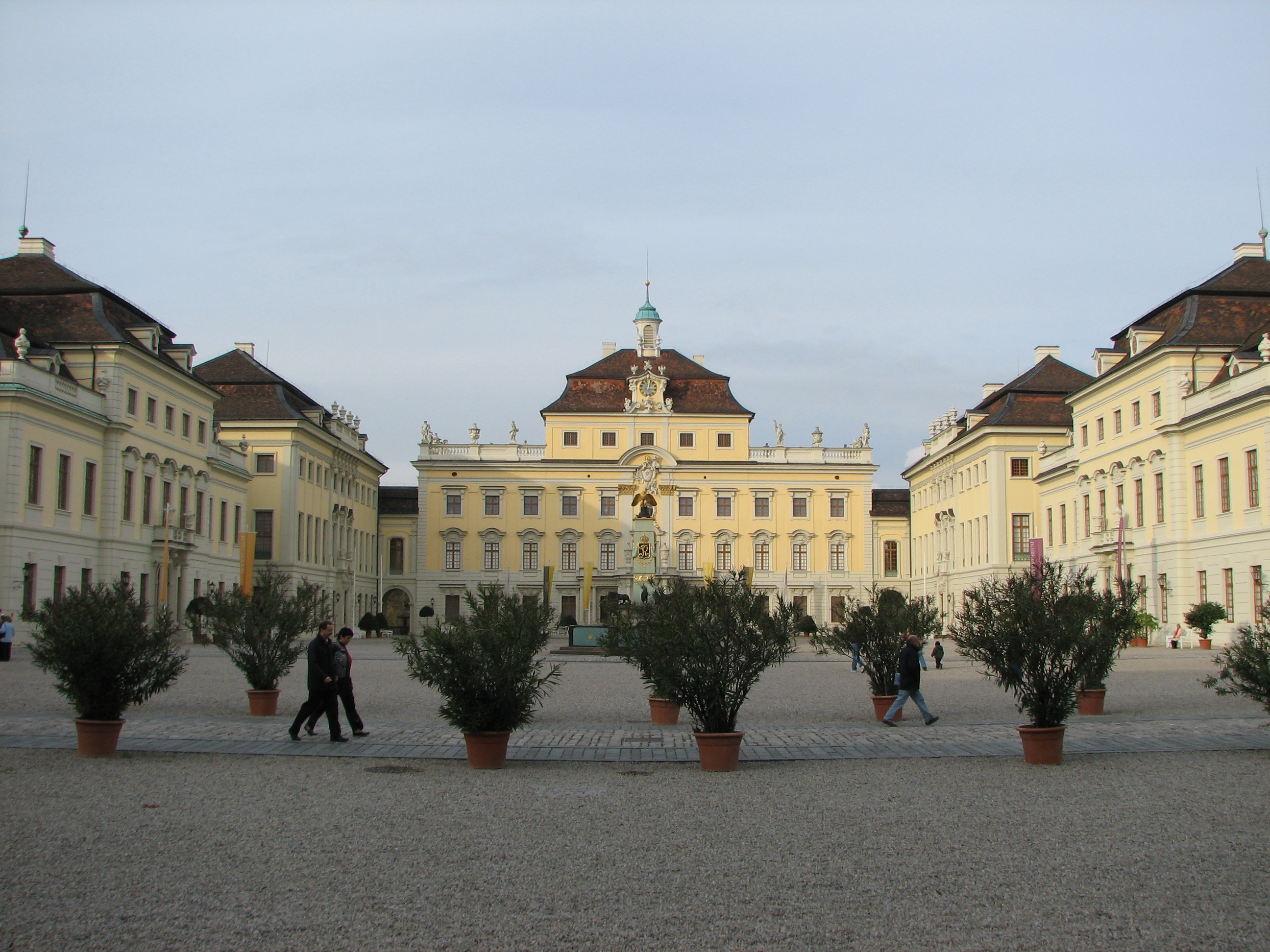
Palacio de Ludwigsburg (1704-1733), sede de los duques
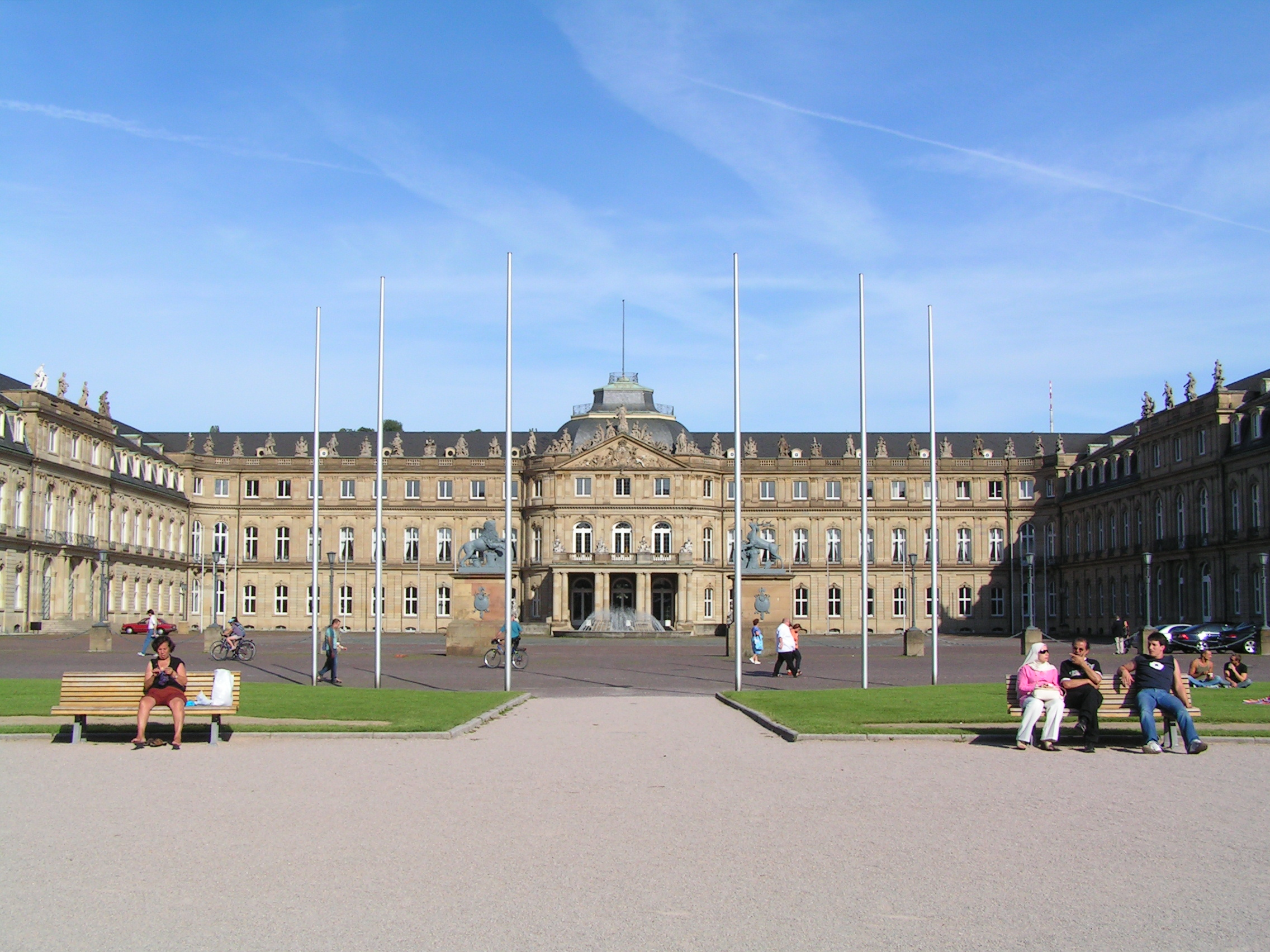
Palacio Nuevo de Stuttgart (1746-1807), nueva residencia de los duques
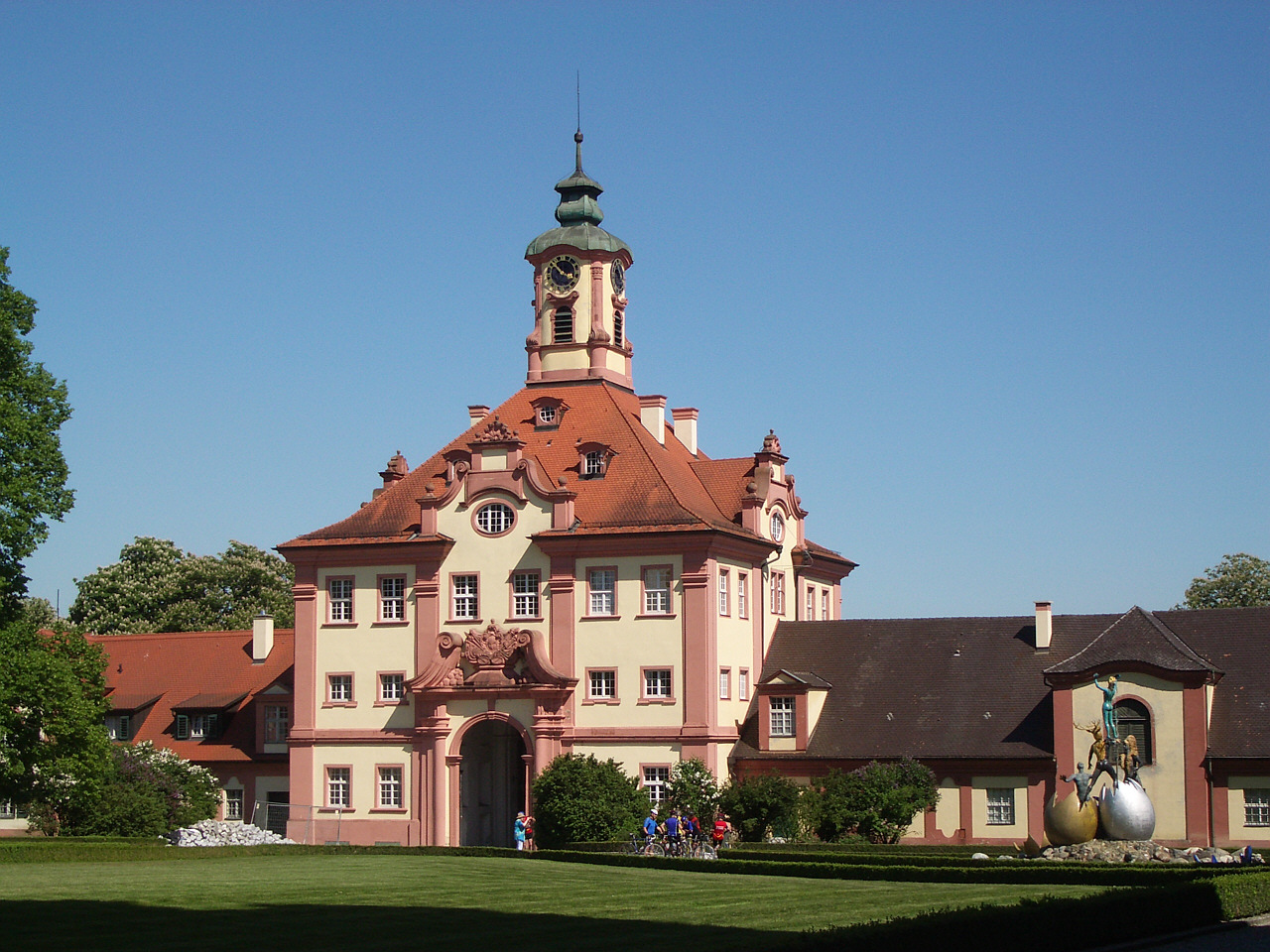
Puerta del Palacio de Altshausen, actual residencia del jefe de la Casa de Wurtemberg